# Massimo Lentini
Massimo Lentini (...) è un costumista e scenografo italiano.

## Biografia
È uno dei collaboratori storici di Lucio Fulci, per il quale ha curato i costumi di film quali ...e tu vivrai nel terrore! - L'aldilà, Quella villa accanto al cimitero, Lo squartatore di New York e le scenografie di Le porte del silenzio. Ha lavorato anche con Dario Argento,  Claudio Fragasso, per il quale ha curato le scenografie del cult film Troll 2, Enzo G. Castellari e Mario Bava.

## Filmografia

### Costumista
- Piange... il telefono di Lucio De Caro (1973)
- Vergine, e di nome Maria, di Sergio Nasca (1975)
- I quattro dell'apocalisse di Lucio Fulci (1975)
- Il cav. Costante Nicosia demoniaco ovvero: Dracula in Brianza di Lucio Fulci (1975)
- Keoma di Enzo G. Castellari (1976)
- Come una rosa al naso di Franco Rossi (1976)
- Candido erotico di Claudio Giorgi (1977)
- Sette note in nero di Lucio Fulci (1977)
- Schock di Mario Bava e Lamberto Bava (1977)
- Si salvi chi vuole di Roberto Faenza (1980)
- Inferno di Dario Argento (1980)
- Luca il contrabbandiere di Lucio Fulci (1980)
- Black Cat (Gatto nero) di Lucio Fulci (1981)
- ...e tu vivrai nel terrore! - L'aldilà di Lucio Fulci (1981)
- Quella villa accanto al cimitero di Lucio Fulci (1981)
- Lo squartatore di New York di Lucio Fulci (1982)
- Manhattan Baby di Lucio Fulci (1982)
- 1990 - I guerrieri del Bronx di Enzo G. Castellari (1982)
- Fuga dal Bronx di Enzo G. Castellari (1983)
- Conquest di Lucio Fulci (1983)
- Thunder di Fabrizio De Angelis (1983)
- Thunder 2 di Fabrizio De Angelis (1987)

### Scenografo
- Piange... il telefono di Lucio De Caro (1973)
- Vergine, e di nome Maria, di Sergio Nasca (1975)
- Il maestro di violino di Giovanni Fago (1976)
- Bestialità di Peter Skerl (1976)
- Una donna di seconda mano di Pino Tosini (1977)
- Lacrime napulitane di Ciro Ippolito (1981)
- ...e tu vivrai nel terrore! - L'aldilà di Lucio Fulci (1981)
- Quella villa accanto al cimitero di Lucio Fulci (1981)
- Lo squartatore di New York di Lucio Fulci (1982)
- Manhattan Baby di Lucio Fulci (1982)
- 1990 - I guerrieri del Bronx di Enzo G. Castellari (1982)
- Conquest di Lucio Fulci (1983)
- Ator 2 - L'invincibile Orion di Joe D'Amato (1984)
- La ragazza dei lillà di Flavio Mogherini (1986)
- Thunder 2 di Fabrizio De Angelis (1987)
- Troll 2 di Claudio Fragasso (1989)
- Kinski Paganini di Klaus Kinski (1989)
- La stanza delle parole di Franco Molè (1990)
- Le porte del silenzio di Lucio Fulci (1991)